# Prisma Tour
Prisma Tour es el nombre de la primera gira de conciertos del cantante sevillano Javier Beret, organizada en el marco de la promoción de su primer álbum de estudio, Prisma (publicado en octubre de 2019).
Las primeras fechas fueron anunciadas en octubre de 2019, semanas antes del lanzamiento oficial del disco. Posteriormente, se fueron añadiendo muchas más. Sin embargo, la mayoría de esas fechas tuvieron que ser reprogramadas para el 2021 a causa de la crisis sanitaria derivada de la pandemia del COVID-19.
A pesar de que el tour comenzó de forma oficial el pasado 8 de febrero de 2020 en La Coruña, el artista sevillano actuó previamente en España, Uruguay, Argentina y México. Estos conciertos, que sirvieron como antesala al gran tour, se ofrecieron en salas de bajo aforo y algunos de ellos dentro de festivales musicales, como es el caso del show ofrecido en León durante el mes de noviembre de 2019.

## Repertorio
TBA

## Fechas
A continuación se detallan las fechas de la gira "Prisma Tour"
| Fecha                                                                                    | Ciudad                                                                                   | País                                                                                     | Lugar                                                                                    | Información                                                                              |
| Primera etapa: Europa, América del Sur y América Central: shows exclusivos y festivales. | Primera etapa: Europa, América del Sur y América Central: shows exclusivos y festivales. | Primera etapa: Europa, América del Sur y América Central: shows exclusivos y festivales. | Primera etapa: Europa, América del Sur y América Central: shows exclusivos y festivales. | Primera etapa: Europa, América del Sur y América Central: shows exclusivos y festivales. |
| ---------------------------------------------------------------------------------------- | ---------------------------------------------------------------------------------------- | ---------------------------------------------------------------------------------------- | ---------------------------------------------------------------------------------------- | ---------------------------------------------------------------------------------------- |
| 2 de noviembre de 2019                                                                   | León                                                                                     | España                                                                                   | Palacio de Congresos y Exposiciones                                                      | [ 4 ]                                                                                    |
| 20 de noviembre de 2019                                                                  | Montevideo                                                                               | Uruguay                                                                                  | Teatro del Museo del Carnaval                                                            |                                                                                          |
| 22 de noviembre de 2019                                                                  | Buenos Aires                                                                             | Argentina                                                                                | Teatro Gran Rex                                                                          |                                                                                          |
| 29 de noviembre de 2019                                                                  | San Vicente del Raspeig                                                                  | España                                                                                   | Sala The One                                                                             |                                                                                          |
| 30 de noviembre de 2019                                                                  | San Vicente del Raspeig                                                                  | España                                                                                   |                                                                                          |                                                                                          |
| 18 de enero de 2020                                                                      | Cancún                                                                                   | México                                                                                   | Melody Maker                                                                             |                                                                                          |
| Segunda etapa: Europa, América Central y América del Sur: conciertos durante 2020.       |                                                                                          |                                                                                          |                                                                                          |                                                                                          |
| 8 de febrero de 2020                                                                     | La Coruña                                                                                | España                                                                                   | Coliseum da Coruña                                                                       | [ 5 ]                                                                                    |
| 22 de febrero de 2020                                                                    | Málaga                                                                                   | España                                                                                   | Palacio de Deportes Martín Carpena                                                       |                                                                                          |
| 27 de febrero de 2020                                                                    | Ciudad de México                                                                         | México                                                                                   | El Plaza Condesa                                                                         |                                                                                          |
| 29 de febrero de 2020                                                                    | Monterrey                                                                                | México                                                                                   | Foro Didi                                                                                |                                                                                          |
| 3 de marzo de 2020                                                                       | Guatemala                                                                                | Guatemala                                                                                | Forum Majadas                                                                            |                                                                                          |
| 4 de marzo de 2020                                                                       | San José                                                                                 | Costa Rica                                                                               | Museo de los Niños                                                                       |                                                                                          |
| 5 de marzo de 2020                                                                       | Bogotá                                                                                   | Colombia                                                                                 | Teatro Royal Center                                                                      |                                                                                          |
| 8 de marzo de 2020                                                                       | Santiago                                                                                 | Chile                                                                                    | Teatro La Cúpula                                                                         |                                                                                          |
| Segunda etapa: Europa: conciertos durante 2020 y 2021.                                   |                                                                                          |                                                                                          |                                                                                          |                                                                                          |
| 13 de agosto de 2020                                                                     | Marbella                                                                                 | España                                                                                   | Auditorio Festival Starlite                                                              |                                                                                          |
| 17 de abril de 2021                                                                      | Baracaldo                                                                                | España                                                                                   | Bizkaia Arena                                                                            | [ 6 ]                                                                                    |
| 8 de mayo de 2021                                                                        | Palma de Mallorca                                                                        | España                                                                                   | Recinto Multifuncional Son Fusteret                                                      |                                                                                          |
| 22 de mayo de 2021                                                                       | Murcia                                                                                   | España                                                                                   | Cuartel de Artillería                                                                    |                                                                                          |
| 28 de mayo de 2021                                                                       | Sevilla                                                                                  | España                                                                                   | Auditorio Rocío Jurado                                                                   |                                                                                          |
| 29 de mayo de 2021                                                                       | Valencia                                                                                 | España                                                                                   | Auditorio Marina Sur                                                                     |                                                                                          |
| 5 de junio de 2021                                                                       | Valladolid                                                                               | España                                                                                   | Polideportivo Pisuerga                                                                   |                                                                                          |
| 11 de junio de 2021                                                                      | Barcelona                                                                                | España                                                                                   | Palau Sant Jordi                                                                         |                                                                                          |
| 19 de junio de 2021                                                                      | Almería                                                                                  | España                                                                                   | Recinto Ferial de Almería                                                                |                                                                                          |
| 1-3 de julio de 2021                                                                     | Caldas de Reyes                                                                          | España                                                                                   | Parque Carballeira                                                                       |                                                                                          |
| 10 de julio de 2021                                                                      | Madrid                                                                                   | España                                                                                   | WiZink Center                                                                            |                                                                                          |
| 16 de julio de 2021                                                                      | Las Palmas                                                                               | España                                                                                   | Gran Canaria Arena                                                                       | [ 7 ]                                                                                    |
| 17 de julio de 2021                                                                      | La Laguna                                                                                | España                                                                                   | Pabellón Santiago Martín                                                                 |                                                                                          |
| 21-24 de julio de 2021                                                                   | Barbate                                                                                  | España                                                                                   | Playa de la Hierbabuena                                                                  | [ 8 ]                                                                                    |
| 7 de agosto de 2020                                                                      | Alicante                                                                                 | España                                                                                   | Plaza de Toros de Alicante                                                               |                                                                                          |
| 9 de agosto de 2021                                                                      | Pineda de Mar                                                                            | España                                                                                   | Espacio Marítimo                                                                         |                                                                                          |
| 25 de septiembre de 2021                                                                 | Pamplona                                                                                 | España                                                                                   | Navarra Arena                                                                            | [ 9 ]                                                                                    |